# Youp van 't Hek
Youp van't Hek est un artiste de cabaret néerlandais et un chroniqueur pour NRC Handelsblad. Il est « l'un des humoristes les plus virulents et les plus connus du royaume » des Pays-Bas.

## Biographie
Enfant, Youp van't Hek fut renvoyé de l'internat de Hageveld (nl) et il fréquenta ensuite brièvement le Goois Lyceum (nl) de Bussum. Il obtint ensuite son diplôme au Sint-Vituscollege (nl) de Naarden.
Son amour du cabaret date de 1963, année où il alla voir un spectacle de Toon Hermans au théâtre royal Carré.
Prénommé Joseph, il employa d'abord le diminutif Joep pour se désigner, mais en 1973 il le changea en Youp (Youp et Joep ont à peu près la même prononciation) quand un de ses amis rajouta la lettre "p" au "you" de "We help you", inscrite sur un T-shirt. C'est aussi cette année-là qu'il fonda le Cabaret NAR (nl) (Cabaret de la Revue des Artistes Néerlandais), appelé à un certain succès à partir de 1977. Il le créa avec Daan van Straaten et Debby Petter (nl), qui n'était pas encore sa femme.
Le dernier spectacle du NAR eut lieu en 1983 avec Homme manquant, mais c'était en fait un solo déguisé de Youp.
Heineken dut retirer du marché néerlandais en 1989 sa bière Buckler à cause d'une émission où Youp s'était moqué de son très faible taux d'alcool,,

## Galerie

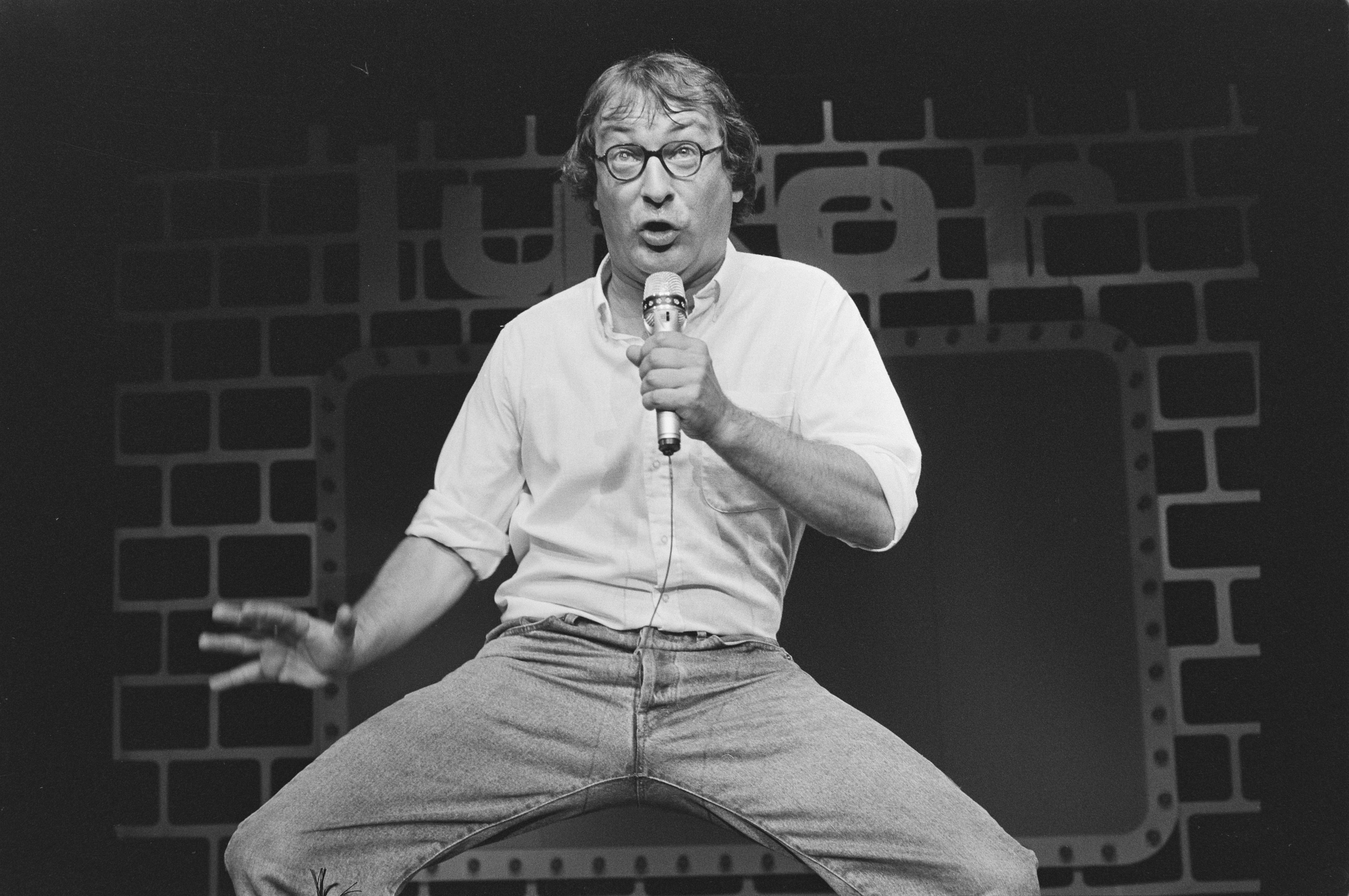
En 1987 au théâtre Luxor de Rotterdam pour un Cabaretmarathon. Roland Gerrits/Anefo
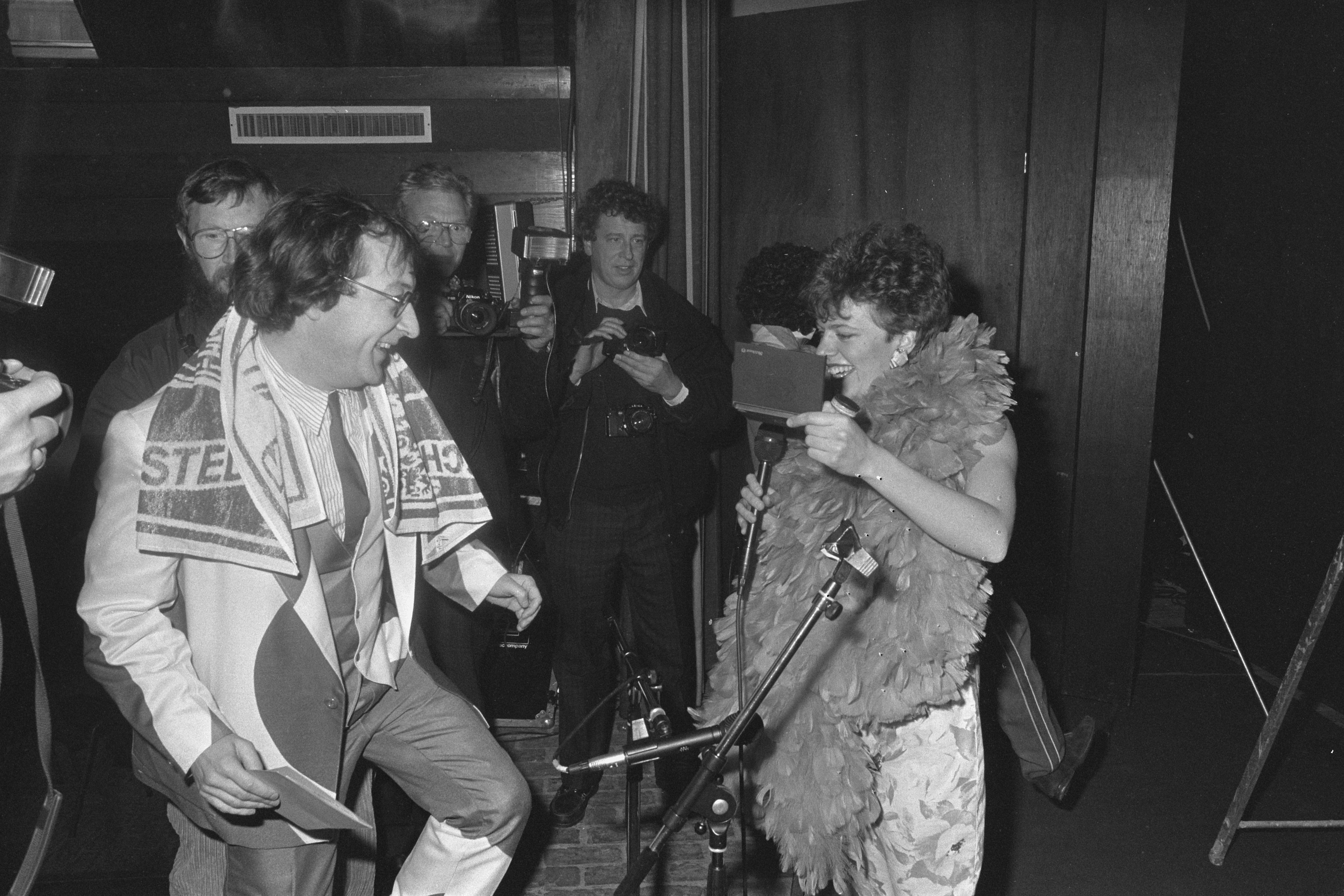
En 1987, avec Brigitte Kaandorp (nl) à Hindeloopen. Bob Bogaerts/Anefo
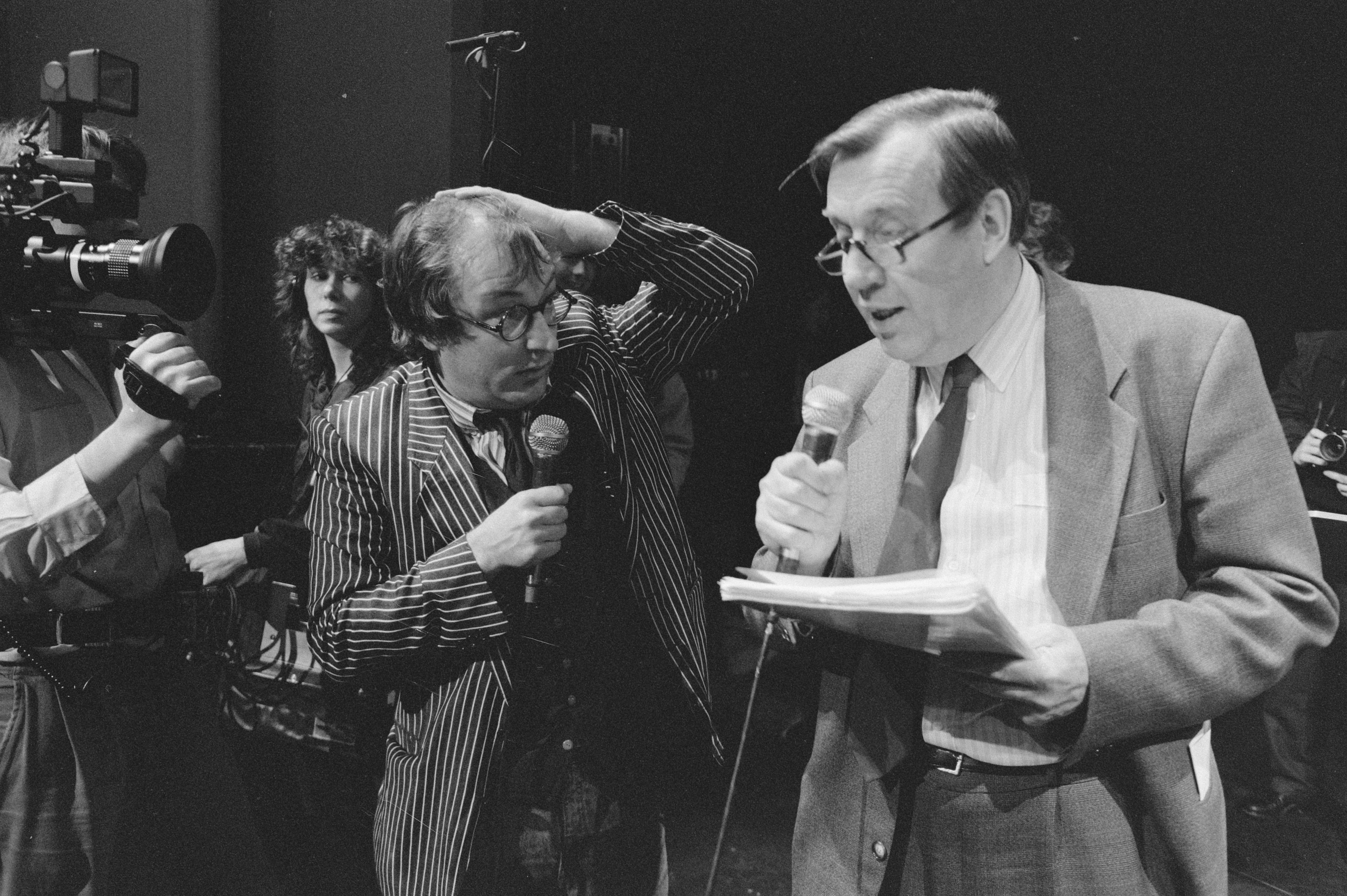
En 1988 dans une mobilisation pour sauver de la fermeture De Kleine Komedie. Il est ici en discussion avec Clovis Cnoop Koopmans (nl)
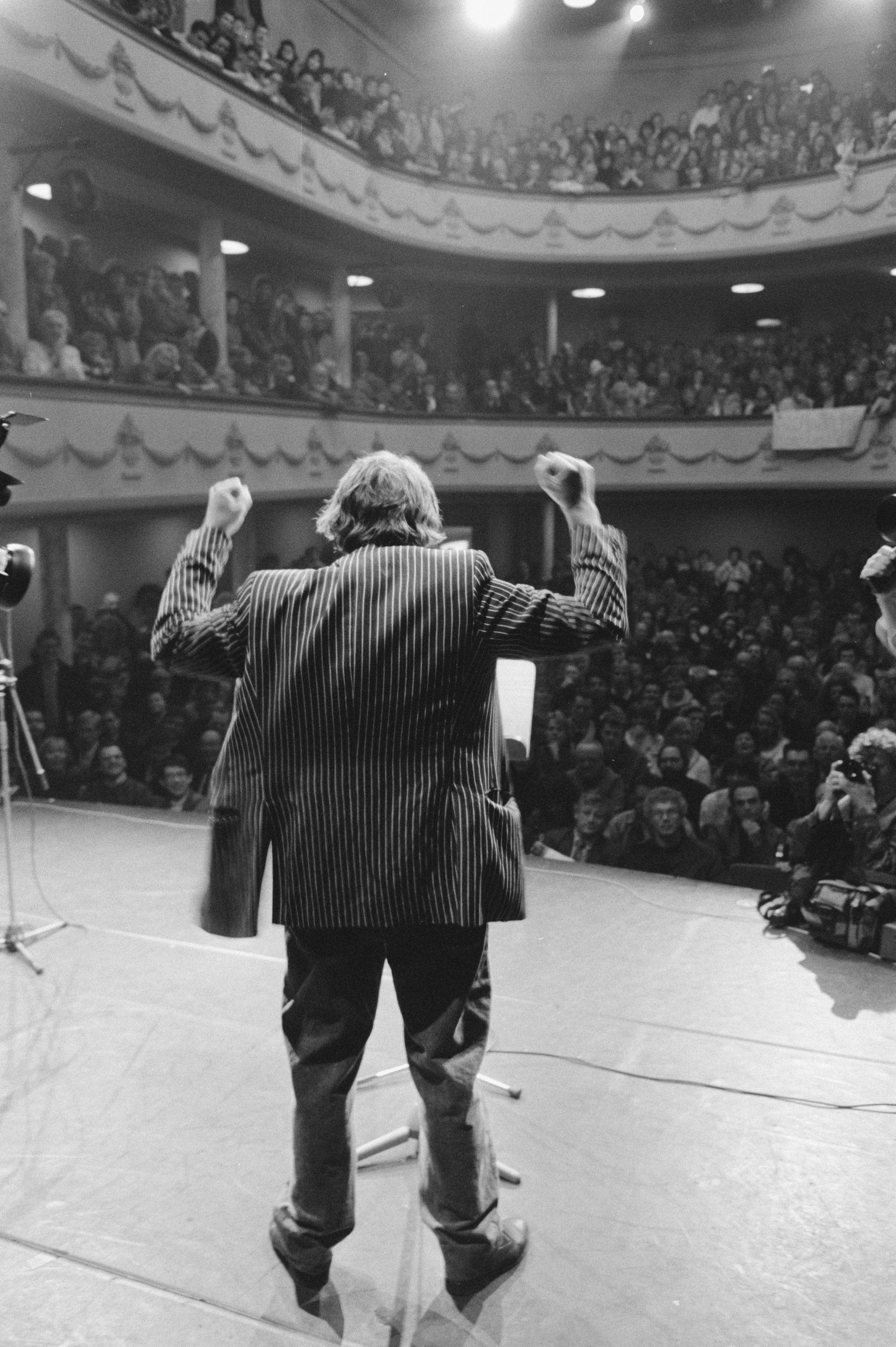
En 1988 dans une mobilisation pour sauver de la fermeture De Kleine Komedie

## Récompenses
Il reçut le Johan Kaartprijs (nl) en 1988 et le VSCD Oeuvreprijs (nl) en 2016.